# Nieuwe Kerk (Amsterdam)

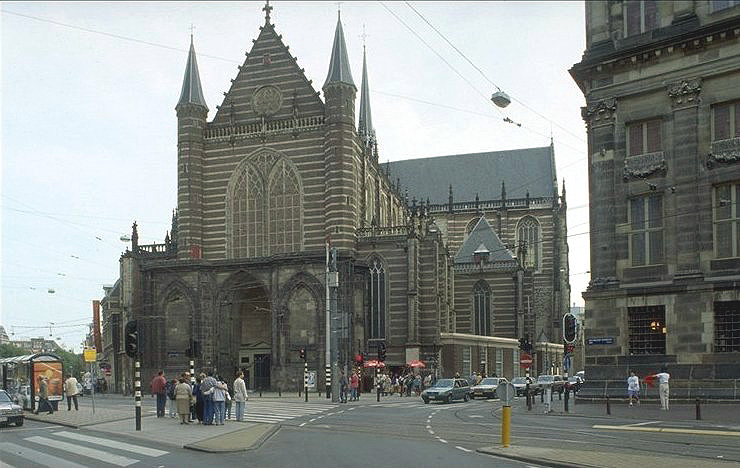
Nieuwe Kerk od Nieuwezijds Voorburgwal

Nieuwe Kerk (nizozemsky "Nový kostel") je jedním z kostelů v Amsterdamu. V tomto kostele se konají intronizace nizozemských králů a svatby členů královské rodiny. Jako poslední zde byl v roce 2013 intronizován nizozemský král Vilém-Alexandr Oranžský, který zde měl v roce 2002 svatbu s Máximou Zorreguieta Cerruti. Byly zde intronizovány i jeho předchůdkyně Beatrix, Juliána a Vilemína.
Nieuwe Kerk se nachází na náměstí Dam, vedle Královského paláce (Koninklijk Paleis). Je po Oude Kerk druhým nejstarším kostelem v Amsterdamu. Biskup z Utrechtu svolil se stavbou dalšího kostela v roce 1408, neboť Oude Kerk byl již příliš malý na to, aby mohl posloužit všem obyvatelům rozrůstajícího se města. Nieuwe Kerk byl zasvěcen sv. Marii a sv. Kateřině.
Kostel utrpěl při požárech v letech 1421 a 1452 a zcela shořel v roce 1645, kdy byl vystavěn znovu v gotickém stylu. Velkou renovací prošel v letech 1892–1914, kdy byl opatřen mnoha novogotickými detaily. Další renovace se uskutečnila v letech 1959–1980.
V současnosti se již v kostele nekonají bohoslužby, ale slouží k výstavním účelům a k pořádání varhanních koncertů.